# Лудек Перніца
Лудек Перніца (чеськ. Luděk Pernica, нар. 16 червня 1990, Босковиці) — чеський футболіст, захисник клубу «Лішень». Володар Кубка Чехії.

## Клубна кар'єра
Лудек Перніца народився 1990 року в місті Босковиці, та є вихованцем футбольної школи клубу «Брно». У професійному футболі дебютував 2010 року виступами за команду «Збройовка», в якій грав до 2014 року, взявши участь у 89 матчах чемпіонату.
У 2014 році Перніца став гравцем клубу «Яблонець», у якому грав до 2018 року. У складі «Яблонця» футболіст у сезоні 2012—2013 років став володарем Кубка Чехії. У 2018 році захисник перейшов до клубу «Вікторія» (Пльзень), у якому грав до 2021 року, після чого керівництво клубу віддало футболіста в піврічну оренду до його колишнього клубу «Збройовка», після якої футболіст повернувся до «Вікторії», де грав до кінця 2023 року. У 2024 році Перніца знову грав у клубі «Збройовка», вже на умовах постійного контракту З початку 2025 року Лудек Перніца грає у складі клубу «Лішень».

## Виступи за збірну
2011 року Лудек Перніца дебютував у складі юнацької збірної Чехії, в якій цього року зіграв 1 матч.

## Титули і досягнення
- Володар Кубка Чехії (1):

«Яблонець»: 2012–2013